# Nasukarasuyama
Nasukarasuyama (Japans: 那須烏山市, Nasukarasuyama-shi) is een stad in de prefectuur Tochigi op het eiland Honshu, Japan. De stad heeft een oppervlakte van 174,42 km² en medio 2008 ruim 30.000 inwoners.

## Geschiedenis
Op 1 oktober 2005 kreeg Nasukarasuyama de status van stad (shi) na samenvoeging met de gemeentes Karasuyama (烏山町, Karasuyama-machi) en Minaminasu (南那須町, Minaminasu-machi).

## Verkeer
Nasukarasuyama ligt aan de Karasuyama-lijn van de East Japan Railway Company.
Nasukarasuyama ligt aan de autowegen 293 en 294.

## Geboren in Nasukarasuyama
- Ken Ishikawa (石川賢, Ishikawa Ken), manga-artiest

## Aangrenzende steden
- Sakura
- Hitachiōmiya